# Eliminator
Eliminator – ósmy album studyjny ZZ Top, wydany w marcu 1983. Płyta odniosła największy sukces komercyjny w historii grupy. Album uzyskał również status diamentowej płyty.
W 2003 album został sklasyfikowany na 396. miejscu listy 500 albumów wszech czasów magazynu Rolling Stone.
W 2008 roku została wydana reedycja płyty, z okazji 25-lecia Eliminatora, wzbogacona o bonusowy materiał oraz dodatkową płytę DVD.

## Lista utworów
1. „Gimme All Your Lovin'” – 3:59
2. „Got Me Under Pressure” – 4:00
3. „Sharp Dressed Man” – 4:14
4. „I Need You Tonight” – 6:14
5. „I Got the Six” – 2:52
6. „Legs” – 4:31
7. „Thug” – 4:18
8. „TV Dinners” – 3:50
9. „Dirty Dog” – 4:05
10. „If I Could Only Flag Her Down” – 3:41
11. „Bad Girl” – 3:17

## Lista utworów z reedycji z 2008 roku

### CD
1. „Gimme All Your Lovin”''' – 3:59
2. „Got Me Under Pressure” – 4:00
3. „Sharp Dressed Man” – 4:14
4. „I Need You Tonight” – 6:14
5. „I Got the Six” – 2:52
6. „Legs” – 4:31
7. „Thug” – 4:18
8. „TV Dinners” – 3:50
9. „Dirty Dog” – 4:05
10. „If I Could Only Flag Her Down” – 3:41
11. „Bad Girl” – 3:17
12. „Legs” (wersja singlowa) – 3:35
13. „Gimme All Your Lovin''' (live) – 4:45
14. „Sharp Dressed Man” (live) – 5:15
15. „I Got the Six” (live) – 3:06
16. „TV Dinners” (live) – 4:16
17. „Got Me Under Pressure” (live) – 4:07
18. „Legs” (Dance Mix) – 7:51

### DVD
1. „Gimme All Your Lovin”''' (teledysk)
2. „Sharp Dressed Man” (teledysk)
3. „Legs” (teledysk)
4. „TV Dinners” (teledysk)
5. „Got Me Under Pressure” (Live on The Tube)
6. „Gimme All Your Lovin”''' (Live on The Tube)
7. „Sharp Dressed Man” (Live on The Tube)
8. „Tube Snake Boogie” (Live on The Tube)